# Bravestarr : The Movie (1988)
Pour plus de détails, voir Fiche technique et Distribution.
Bravestarr (Bravestarr: The Legend en V.O.) est un long-métrage animé américain distribué par Taurus Entertainment Company en 18 mars 1988. Il dure 91 minutes et a été produit par Filmation et est basé sur la série animée Bravestarr du même producteur. Il reste à ce jour totalement inédit en France.

## Synopsis
Le Marshall Bravestarr et J.B. McBride, une femme juge, sont envoyés sur New Texas, une planète frontière où l'esprit du mal Stampede et son acolyte Tex Hex cherchent à prendre le contrôle par tous les moyens. La population locale qui est effrayée décide de ne pas combattre l'ennemi, seuls une poignée d'individus dont un peuple taupe qui travaille dans les mines et un être mi-homme mi-cheval surnommé 30/30 s'allieront aux autorités pour chasser les criminels à la solde de Tex Hex... 

## Fiche technique
- Titre original : Bravestarr: The Legend
- Réalisation : Tom Tataranowicz
- Scénario : Bob Forward et Steve Hayes
- Musique : Frank Becker
- Montage : Lida Saskova
- Création des décors : Gerald Forton, Tenny Henson, Rick Maki et Leandro Martinez
- Direction artistique : John Grusd
- Supervision de la post-production : George Mahana
- Chargé de la production : Joe Mazzuca
- Directeur de production : R.W. Pope
- Graphiste : Victoria Brooks
- Supervision des effets visuels : Brett Hisey
- Productrice associée : Erika Scheimer
- Producteur : Lou Scheimer
- Compagnie de production : Filmation Associates
- Compagnie de distribution : Taurus Entetainment Company
- Pays d'origine :  États-Unis
- Langue : Anglais Dolby Stéréo
- Durée : 91 minutes
- Ratio : 1.33:1 plein écran 4:3
- Image : Couleurs
- Laboratoire : CFI
- Négatif : 35 mm
- Format montage : 35 mm
- Genre : Science-Fiction

## Distribution
- Pat Fraley : Marshal Bravestarr / Thunder Stick
- Charlie Adler : Adjoint Fuzz / Tex Hex
- Susan Blu : Juge J.B. McBride
- Ed Gilbert : 30/30 / Shaman
- Alan Oppenheimer : Handlebar / Outlaw Scuzz / Stampede